# ستيفن إي. دي سوزا
ستيفن إي. دي سوزا (بالإنجليزية: Steven E. de Souza)‏ (و. 1947  م) هو مخرج أفلام، وكاتب سيناريو أمريكي، ولد في فيلادلفيا.

## التعليم
تعلم في جامعة ولاية بنسلفانيا.

## وصلات خارجية
- ستيفن إي. دي سوزا على موقع IMDb (الإنجليزية)
- ستيفن إي. دي سوزا على موقع ألو سيني (الفرنسية)
- ستيفن إي. دي سوزا على موقع أول موفي (الإنجليزية)
- ستيفن إي. دي سوزا على موقع قاعدة بيانات الأفلام السويدية (السويدية)
- ستيفن إي. دي سوزا على موقع قاعدة بيانات الفيلم (الإنجليزية)
- ستيفن إي. دي سوزا على موقع كينوبويسك (الروسية)